# Таблица сетевых протоколов по функциональному назначению
Таблица сетевых протоколов по функциональному назначению — содержит список всех существующих (а также существовавших в прошлом) протоколов, имеющих отношение к компьютерным сетям (сетевые протоколы).
Сетевой протокол — набор правил, позволяющий осуществлять соединение и обмен данными между двумя и более включёнными в сеть устройствами.
Разные протоколы зачастую описывают лишь разные стороны одного типа связи; взятые вместе, они образуют стек протоколов. Названия «протокол» и «стек протоколов» также указывают на программное обеспечение, которым реализуется протокол.
Новые протоколы для Интернета определяются IETF, а прочие протоколы — IEEE или ISO. ITU-T занимается телекоммуникационными протоколами и форматами.
| Группа протоколов   | Подгруппа                                | Тема. Решаемая задача | Список протоколов | |
| ------------------- | ---------------------------------------- | --- | --- | --- |
| AppleTalk           | Стек протоколов AppleTalk                | Разделение ресурсов в сети. Передача файлов, служба принтера, электронная почта, потоки данных, служба доменных имен, маршрутизация. Распределенная сеть клиент-сервер.                                                                                                   | AppleArp, AARP, EtherTalk, DDP, RTMP, AEP, ATP, NBP, ZIP, ASP, PAP, ADSP, AFP, IP/HDLC, IP/X.25/LAPB, SNA/SDLC, ARAP, ATCP, AURP, TokenTalk, LocalTalk | |
| ATM                 | Физический уровень                       | Корректная передача и прием битов по каналу. Битовая синхронизация на канале. Адаптация к системе передачи. Вкладываение потока ячеек в кадры физического уровня (формирование кадров) и наоборот.                                                                        | | |
| ATM                 | Уровень ATM                              | Операции и поддержка уровня ATM. Ячейки OAM (англ. operations and maintenance). Обработка ошибок. Управление производительностью. Активация/деактивация PM (англ. performance monitoring) и/или CC (англ. continuity check). Управление системой.                         | OAM F4 (OAM_F4), OAM F5 (OAM_F5), (F4/F5 OAM) | |
| ATM                 | AAL — уровень адаптации ATM              | Связывание сервиса ATM с пользовательскими уровнями, то есть адаптация сервиса ATM к более высоким уровням. Сборка/разборка ячеек. Идентификация сообщений, синхронизация абонентских установок.                                                                          | ATMCell: AAL0, AAL1, AAL1 PDU, AAL2, AAL3/4, AAL5 | |
| ATM                 | Протоколы ATM                            | Передача данных в виде ячеек (cell) фиксированного размера | ATM_Cell-NNI, ATM_Cell-UNI, UNI/NNI cell, ATM_DXI, RM Cells, SSSAR, PNNI_routing, PPP/ATM, Raw_Cell | |
| ATM                 | ATM                                      | Публичный интерфейс сеть-в-сеть (PNNI) между двумя провайдерами сетевых сервисов базируемыми на ATM или носителями, используя постоянные виртуальные каналы (Virtual circuit (англ. Virtual circuit)                                                                      | BICI (B-ICI) | |
| ATM                 | LAN Emulation                            | Эмуляция LAN поверх ATM-сети. | LE 802.3, LE 802.5, LE Control, LANE | |
| ATM                 | ATM Signalling & Routing Protocols       | Сигнализирование. Маршрутизация. | ATM Signaling, UNI 3.x, ITU Q.2931, ITU Q.2971, UNI30, UNI31, UNI 40 (UNI 4.0), Q.SAAL, IISP, PNNI, B-ICI, SPANS, ViVID MPOA, MPOA, ILMI, Q2140 | |
| ATM                 | Audio/Visual Over ATM                    | Передача аудио/видео сигналов через ATM | ATM Circuit Emulation, DSMCC, DVB, MPEG-2, MPEG-4, DOCSIS, AVA, DSM-CC | |
| ATM                 | ATM                                      | Поддержка таких сервисов как high-definition television (HDTV), многоязычное TV, хранение звука и голоса, видео конференции, высокоскоростные СПД (LANs) и мультимедиа.                                                                                                   | BISUP (B-ISUP, q.2763) | |
| ATM                 | FUNI                                     | Связь между сетями ATM и фреймовым оборудованием (маршрутизаторы и др.) | FUNI | |
| ATM                 | VB51                                     | Координация управления в режиме реального времени | VB51 | |
| ATM                 | VIVID                                    | Видео, звук, голосовые данные. Конфигурация. Регистрация адреса и управление. Броадкаст. Мультикаст. | VIVID, VIVIDarm, VIVIDbme, VIVIDccp | |
| ATM                 | GSMP                                     | Контролирование коммутаторов (свитчей) на метках-признаках. | GSMP | |
| ATM                 | ATM                                      | Разное | IP/ATM, TDP | |
| ATM                 | Banyan                                   | Banyan Protocols, VINES | Протоколы, используемые в UNIX | Banyan, VARP, VIP, ICP, RTP, IPC, SPP, NetRPC, StreetTalk |
| ATM                 | Bridge/Router                            | Bridge/Router, Data Link Layer | Протоколы мостов и маршрутизаторов | Cisco Router, BPDU, Cisco HDLC (cHDLC), Cisco SRB, Cisco ISL, DRIP, MAPOS, NSP, RND, SSP, Wellfleet SRB (Wellfleet_SRB), Wellfleet BOFL (Wellfleet_BOFL), CDP, DISL, PROTEON, VTP                                                          |
| ATM                 | CDMA2000                                 | CDMA2000 Protocols | Протоколы сотовых сетей 2.5G и 3G | A1 Signaling, SCCP, MTP3, MTP2, MTP1, A3 Signaling, AAL5, SSSAR, AAL2, A7 Signaling, AAL5, GRE, A9 signaling, A11 signaling, A13 Signaling, A14 Signaling, A15 Signaling, 3GPP2 IOS 3.x, 3GPP2 IOS 4.x, PPP in HDLC-likeFraming, IPCP, IKE |
| ATM                 | CDPD                                     | CDPD Protocols | Протоколы технологии CDPD (Cellular Digital Packet Data) | MDLP, MNRP, SNDCP, SME, SNDCP(CDPD) |
| ATM                 | Cellular                                 | GSM, CDMA | Протоколы сотовой связи | BSMAP, BSSAP, BSSLAP, BSSAPLE, BSSMAP, BTSM, CC, DTAP (CDMA), DTAP (GSM), MM, MMS, Mobile IP, RR, SMS, SMSTP |
| ATM                 | Cisco                                    | Cisco 6732 | Интегрированные системы цифровых каналов связи. Управление обработкой вызовов и операции, при соединении со свитчом 5 класса. Стандартный интерфейс цифрового канала связи (DLC) к телефонному свитчу класса 5. Главный интефейс к телефонному свитчу из внешнего мира. | GR303(GR-303) (IDLC/LAPD), IDLC |
| ATM                 | Datakit                                  | Datakit protocols | Протокол передачи данных. Подгонка ширины канала. | URP |
| ATM                 | DECnet                                   | DECnet suite | Высокоскоростные коммуникации между микрокомпьютерами DEC через локальные и глобальные сети | DEC LANBridge, RP, MOP, MOP D/L, MOP RC, DEC Route, NSP, SCP, DAP, CTERM, LAT, STP, LAVC |
| ATM                 | DVB                                      | DVB | Эфирное цифровое вещание. Датакастинг. | DVB, DVB-H, DVB-T, DVB-IPDC |
| ATM                 | FIX                                      | FIX Protocols | Протокол обмена финансовой информацией | FIX |
| ATM                 | FIX                                      | FIX Protocols | Бинарный вариант протокола FIX, адаптированный для поточной передачи по сети. Используется для передачи большого количества рыночных данных в торговых системах | FAST |
| Frame Relay         | Frame Relay Protocols                    | Быстрая и эффективная передача информации от пользовательских устройств к сетевым мостам и маршрутизаторам. | Frame Relay (ANSI T1.618), Frame Relay (ANSI T1.617), Frame Relay (Cascade), Frame Relay (CCITT Q.922), Frame Relay (CCITT Q.933), Frame Relay (Manufacturers), Frame Relay (Tplx GTWY), Frame Relay (Tplx TRNK), ANSI LMI, NNI PVC (FRF.2), FRF.3, UNI SVC (FRF.4), FRF.5, FRF.8, DCP (FRF.9), DCPCP, NNI SVC (FRF.10), FRF.11, FRF.12, FREther, Timeplex (BRE2), Timplx_BRE2, Cascade, LAPF, Frame Relay Over ATM, Frame Relay Over LAPF, Frame Relay Over LLC, Frame Relay Over SNA, FRF16, NNI PVC, NNI SVC, SAM Over FREther, UNI SVC, GPRS (NS/FR), IP/X.25/LAPB/FR, X.25/FR, X.25/LAPB, X.25/LAPB/FR, X.25/LAPB/FR/LAPF, LLC/FR, X.75/LAPB/FR | |
| Frame Relay         | Frame Relay                              | Взаимодействие между конечным пользователем FR и конечным пользователем ATM. | FR/ATM | |
| GPRS                | GPRS Protocols                           | Поддержка интернета в сетях GSM | BCC, BSSAP+, BSSGP, GCC, GMM, GSM, GTP, LLC, NS, RLP, SMSCB, SNDCP, TOM, TRAU, GMM/SM | |
| IBM                 | NetBIOS                                  | Стандартный интерфейс разработки приложений (API) для обеспечения сетевых операций ввода-вывода и управления нижележащим транспортным протоколом. Работа поверх разных протоколов. Протокол сеансового/транспортного уровня.                                              | NetBIOS | |
| IBM                 | SMB                                      | Разделение доступа к файлам и принтерам. Совместное использование файлов и принтеров. | SMB | |
| IBM                 | SNA                                      | Передача информации между программами IBM и оборудованием. Взаимодействие компьютера с ресурсами. | DLSw, HPR-APPN, NHDR, NHRP, NHRP(MPOA), NLP, QLLC, SDLC, SNA, SNA 5250 (SNA_5250), SNA over SDLC, SNARH, SNATH, SNATH0, SNATH1, SNATH2, SNATH3, SNATH4, SNATH5, SNA THO-THS, THDR, XID, XID1, XID3 | |
| ILMI                | ILMI                                     | Двунаправленный обмен управляющей информации между объектами управления UNI (UMEs: SNMP,MIB, ATM user) | SNMP,SMI | |
| IP Security         | IP Security                              | Аутентификация источников данных, проверка и поддержание целостности для датаграмм IP, защита от атаки повторного воспроизведения («шарманка», replay attack), IP-спуфинга, конфиденциальность потока данных, генерация ключей, подавление угрозы.                        | AH, ESP, ISAKMP/IKE, Oakley | |
| IP Switching        | IP Switching Protocols                   | Ускорение скорости передачи. Увеличение пропускной способности. Переключение IP-пакетов. Обход маршрутизаторов. Инструктирование прилегающего (соседнего) узла чтобы он присоединил метку 2 слоя к указанному потоку IP.                                                  | GSMP, IFMP (Ipsilon), ARIS | |
| ISDN                | ISDN protocols                           | Передача звука, данных, видео, графики на высоких скоростях через стандартные линии связи, используя ISDN | ISDN, LAPD, ISDN/LAPD, ISDN(5ESS-AT&T), LAPD(ARINC), LAPD(CCITT-I.441), LAPD(Dass2), LAPD(DPNSS1), LAPD(V.120), ISDN(ARINC_ att’11), ISDN(ARINC_ att’17), ISDN(Australia), ISDN(DMS-100), ISDN(ETSIi), ISDN(H225), ISDN(National_ISDN-1), ISDN(National_ISDN-2), ISDN(NTT_INS), ISDN(QSIG), ISDN(Swiss), ISDN(T1.607 (ANSI)), ISDN(TS014_Australia), ISDN(V.120), ISDN (1TR6-Germanyi) | |
| ISO                 | ISO Protocols                            | ISO Protocols. Стек протоколов от IEEE. | CSE, CMIP, ESIS (ES-IS), FTAM, IDRP, ISIS (IS-IS), ISO-IP (CLNP), intelCLNP, intelISO, ISO PP (ISO_PP, ISO-PP), ISO SP (ISO_SP, ISO-SP), ISO TP (ISO_TP, ISO-TP), (ISO 8073), ISO over X.25, ROSE, RAS | |
| ISO                 | Протоколы ISO                            | Установление звонка между двумя приложениями. | ACSE | |
| LAN Data Link Layer | LAN Data Link Layer Protocols, LLC, MAC. | Форматирование данных для передачи. Управление доступом к сети. | CIF, DIS, Ethernet, FDDI, GARP, GMRP, GVRP, LLC, SMT, SNAP, SRP, Token Ring (Token_Ring), VLAN (802.1Q), Multiprotocol over ATM | |
| Novell              | Novell NetWare protocol suite            | Стек протоколов | BCAST, BMP, DIAG, IPX, NCP, NDS, NLSP, Novel NetBIOS (NovelNetBIOS), RIPX, SAP, SER, SPX, WDOG | |
| PPP                 | PPP suite                                | Транспортировка пакетов между двумя узлами сети. Обеспечение полнодуплексных двунаправленных связей. | BAP, BSD, CHAP, DESE, IPHC, LCP, LQR, LZS, MultiPPP, MPPC, PAP, PPP, PPP-BPDU (PPP_BPDU), EAP, ECP, MAPOS, MLP (Multilink PPP), PPPoE | |
| PPP                 | PPP control                              | Управление PPP | ATCP, BACP, BCP, BVCP, CCP, DNCP, ECP, IPCP, IPv6CP, IPXCP, L2F, L2TP, NBFCP, OSINLCP, PPTP, SDCP, SNACP, LEXCP, LEX (PPP-LEX) | |
| PPP                 | PPP                                      | Разное | PPP/LAPB, PPP/LAPF | |
| Sigtran             | SIGTRAN protocols                        | Передача пакетов различных протоколов через IP-обертку в IP-сетях. | M2PA, M2UA, M3UA, SCTP, TALI, IUA, SUA, V5UA | |
| SMDS                | SMDS protocols                           | Высокоскоростной сервис с коммутацией пакетов без установления соединения. Контроль доступа пользователя к сети. | SIP-L1, SIP-L2, SIP-L3, SMDS/DXI | |
| SS7                 | SS7 Protocols                            | Внеканальная (out-of-band) сигнализация с целью установления, тарификации, маршрутизации телефонных соединений, обмена дополнительной информацией в телефонной сети. | DTAP, BSMAP, BSSAP, BSSGP, BSSMAP, BTSM,BTSM/LAPD, CC, BICC, DUP, INAP, ISUP, MTP-2, MTP-3, Q.2140, SCCP, TCAP, TUP, GSM L3, MAP, MM, NS, RR, SMS, SNDCP | |
| SUN                 | SUN protocols suite                      | Поддержка клиент-серверных приложений на UNIX-платформах | MOUNT, PMAP, YP (NIS), NFS, RPC | |
| SUN                 | NFS protocols suite                      | Прозрачный доступ к файлам через сеть через различные машины, операционные системы, сетевые архитектуры и транспортные протоколы. | MNTv1, MNTv3, NFS2 (NFSv2), NFS3 (NFSv3), NFS4 (NFSv4), NLMv4, NSMv1 | |
| SUN                 | RPC protocols suite                      | Удаленный вызов процедур. Вызов функций и процедур в другом адресном пространстве, на удаленных машинах. | RPCBv3, RPCBv4, RPCSEC GSS, RPCgss, RPCmap | |
| Tag Switching       | Tag Switching Protocols                  | Протокол маршрутизатора. Мультипротокольная коммутация по меткам (Multiprotocol Label Switching, multicast tagswitching). Обмен информацией о теговом связывании (tag binding).                                                                                           | ISL, MPLS, MPLS over ATM, TDP | |
| TCP/IP              | Физический уровень                       | Протоколы физического уровня | | |
| TCP/IP              | Канальный уровень                        | Преобразование IP-адресов в MAC-адреса и обратно | ARP, RARP | |
| TCP/IP              | Канальный уровень                        | Управление потоком, ускорение. | Ipsilon (IFMP) | |
| TCP/IP              | Сетевой уровень                          | Сервис датаграмм уровня маршрутизации. Негарантированная доставка данных. | IP, IPv6 | |
| TCP/IP              | Сетевой уровень                          | Маршрутизация интернет, доставка дейтаграмм группам хостов в интерсети без организации соединений, обмен информацией между маршрутизаторами, доставка IP Multicast пакетов между сетями                                                                                   | DVMRP | |
| TCP/IP              | Сетевой уровень                          | Туннелирование сетевых пакетов | GRE | |
| TCP/IP              | Сетевой уровень                          | Передача сведений об ошибках, проблемах, о трудностях маршрутизации дейтаграмм IP, обмен временными метками, обмен эхо-транзакциями (пингование, ping) | ICMP, ICMPv6 | |
| TCP/IP              | Сетевой уровень                          | Сообщение IP-хостами соседним маршрутизаторам принадлежности к группам, функции управления групповой маршрутизацией. | IGMP, IGMPv3 | |
| TCP/IP              | Сетевой уровень                          | Поддержка группового сервиса для протоколов типа IP в сетях на базе UNI 3.0/3.1. Регистрация принадлежности к группам и распространение этой информации. Поддержка виртуальных каналов «один со многими», используемых при групповой рассылке пакетов сетевого уровня.    | MARS | |
| TCP/IP              | Сетевой уровень                          | Эффективная маршрутизации Multicast-групп, которые могут быть распределены по разным местам интерсети (в разных доменах). Поддержка разбросанных (sparse) групп. | PIM (PIM-SM) | |
| TCP/IP              | Сетевой уровень                          | Обмен маршрутной информацией. Передача дополнительной маршрутной информации. | RIP, RIP2, RIPng for IPv6 | |
| TCP/IP              | Сетевой уровень                          | Поддержка потоков данных от приложений, требующих заданного качества обслуживания от сети для отдельных потоков данных. Доставка управляющих запросов QoS всем узлам. | RSVP (протокол) | |
| TCP/IP              | Сетевой уровень                          | Повышение доступности шлюза по умолчанию, обслуживающего хосты из той же подсети. Назначение виртуального маршрутизатора хосту как шлюза по умолчанию вместо реального.                                                                                                   | VRRP | |
| TCP/IP              | Транспортный уровень                     | Сигнальное взаимодействие между сетевыми управляющими элементами PacketCable и сигнальной сетью PSTN SS7 через сигнальный шлюз SS7. | ISTP | |
| TCP/IP              | Транспортный уровень                     | Обмен двух LSR информацией об отображении (маппировании) меток. | LDP | |
| TCP/IP              | Транспортный уровень                     | Поддержка IP-мобильности | Mobile IP, Mobile IPv6 | |
| TCP/IP              | Транспортный уровень                     | Протокол пограничных шлюзов | BGP4 | |
| TCP/IP              | Транспортный уровень                     | Передача данных в сетях IP. Передача сообщений без гарантии доставки для ориентированных на транзакции услуг. | UDP | |
| TCP/IP              | Транспортный уровень                     | Поддержка постоянного IP-адреса при перемещении абонента мобильной связи из одной сети в другую. Прозрачная маршрутизация IP-датаграмм в Интернете. Роуминг в Интернете.                                                                                                  | Mobile IP | |
| TCP/IP              | Транспортный уровень                     | Надежный транспортный протокол. Передача данных в сетях IP. Передача сигналов телефонии через сети IP. | RUDP | |
| TCP/IP              | Транспортный уровень                     | Обеспечение взаимодействия сети с коммутацией каналов и IP-сети. Взаимодействие между сигнальной сетью SS7 и приложениями в IP-сети. Передача TCAP, ISUP, и MTP сообщений через TCP/IP.                                                                                   | TALI | |
| TCP/IP              | Транспортный уровень                     | Реализацией X.25 через TCP. X.25 over TCP. | XOT | |
| TCP/IP              | Транспортный уровень                     | Транспортный протокол, ориентированный на сообщения. Обеспечение двунаправленных одноадресных соединений для передачи датаграм с отслеживанием перегрузок. | DCCP | |
| TCP/IP              | Транспортный уровень                     | Надежный транспортный протокол. Передача данных в сетях IP. Надежная доставка потоков и поддержка виртуальных соединений за счет использования подтверждений и повторной передачи пакетов при возникновении необходимости.                                                | TCP, Van Jacobson (Van Jacobson), SCTP | |
| TCP/IP              | Транспортный уровень                     | Транспортный сервис поверх TCP | H245TPKT | |
| TCP/IP              | Сеансовый уровень                        | Междоменная многоадресная маршрутизация. | BGMP | |
| TCP/IP              | Сеансовый уровень                        | Управление аппаратным обеспечением. Управление соединениями, средой и передачей сигнализации. Управление шлюзами, расположенными на границе между коммутируемой телефонной сетью и сетью internet, а также завершающих коммутируемые транки.                              | IPDC | |
| TCP/IP              | Сеансовый уровень                        | Аутентификация, авторизация, учёт. | Diameter | |
| TCP/IP              | Сеансовый уровень                        | Связывание симуляций разных типов в разных местах. Создание сложных реалистичных виртуальных миров для симуляции интерактивных действий. Управляемые военные игры реального времени, работающие на нескольких хостах.                                                     | DIS | |
| TCP/IP              | Сеансовый уровень                        | Поиск имен хостов, используя распределенную по сетевым серверам имен базу данных. Преобразование доменного имени хоста в IP-адрес и обратно. | DNS | |
| TCP/IP              | Сеансовый уровень                        | Организация, согласование, обновление и удаление ассоциаций безопасности SA (Security Associations). Установка криптографических ключей. Аутентификация. | ISAKMP | |
| TCP/IP              | Сеансовый уровень                        | Установление взаимодействия и управление системами хранения данных, серверами и клиентами. Поддержка сети хранения данных SAN (Storage Area Network). Поддержка протокола SCSI в сетях для высокоскоростной передачи данных между элементами SAN.                         | iSCSI | |
| TCP/IP              | Сеансовый уровень                        | Доступ к службе каталогов X.500 без использования DAP | LDAP | |
| TCP/IP              | Сеансовый уровень                        | Протокол групповой маршрутизации. Поддержка сразу множества уровней административных границ для выделенного диапазона групповых адресов. | MZAP | |
| TCP/IP              | Сеансовый уровень                        | Поддержка службы NetBIOS. | NetBIOS/IP, NBSS, NetBIOS | |
| TCP/IP              | Сеансовый уровень                        | Запрос сервиса из программы, размещенной на удаленном компьютере через сеть. Удаленный вызов процедур. | RPC | |
| TCP/IP              | Сеансовый уровень                        | Управление каналами связанными с потоками MPEG-1 и MPEG-2 | DSMCC (DSM CC, DSM-CC) | |
| TCP/IP              | Прикладной уровень                       | Поддержка управления политиками. Обмен информацией о политиках между сервером политик PDP (Policy Decision Point) и его клиентами PEPs (Policy Enforcement Points). | COPS | |
| TCP/IP              | Прикладной уровень                       | Транспортировка трафика SNA/NetBIOS между рабочими станциями и маршрутизаторами посредством сеансов TCP | DCAP, DRAP | |
| TCP/IP              | Прикладной уровень                       | Обеспечение Интернет-хостов IP-адресами и другими конфигурационными параметрами. | BOOTP, DHCP, DHCPv6 | |
| TCP/IP              | Прикладной уровень                       | Пересылка, перенаправление пакетов «на лету» (cut-through packet forwarding). Управление информацией о преобразовании без разборки IP-пакета. | FANP | |
| TCP/IP              | Прикладной уровень                       | Предоставление информации о пользователях удалённого компьютера. Обмен пользовательской информацией. | Finger | |
| TCP/IP              | Прикладной уровень                       | Протокол передачи гипертекста. Передача данных в виде текстовых сообщений. | HTTP, S-HTTP, HTTPS | |
| TCP/IP              | Прикладной уровень                       | Протокол электронной почты (e-mail). | IMAP4, POP3, SMTP | |
| TCP/IP              | Прикладной уровень                       | Передача информации о присутствии. Передача небольших мгновенных сообщений. Чат. | IMPP, XMPP, IRC, Matrix | |
| TCP/IP              | Прикладной уровень                       | Синхронизация компьютерных часов через интернет. | NTP | |
| TCP/IP              | Прикладной уровень                       | Управление распределенными последовательными линиями для большого числа пользователей. Удаленная авторизация, аутентификация, учёт доступа. Доступ пользователей/компьютеров к сетевому сервису (Dial-Up), биллинг.                                                       | RADIUS, TACACS, TACACS+ | |
| TCP/IP              | Прикладной уровень                       | Эмуляция терминала. Подключение пользователя одной машины к другой машине через сеть/интернет. | TELNET, Rlogin | |
| TCP/IP              | Прикладной уровень                       | Работа с мультимедиа-данными. Управление потоком данных с сервера. | RTSP | |
| TCP/IP              | Прикладной уровень                       | Обнаружение сервисов. Поиск сервисов (служб) в сети без предварительной конфигурации. | SLP | |
| TCP/IP              | Прикладной уровень                       | Управление сетью на основе TCP/IP. Обмен управляющей информацией. | SNMP, SNMPv1/2, SNMPv2 | |
| TCP/IP              | Прикладной уровень                       | Обход фаерволов, или межсетевых экранов. Прозрачное использование сервисов за межсетевыми экранами Использование в клиент-серверных приложениях. | SOCKS | |
| TCP/IP              | Прикладной уровень                       | Протокол для передачи файлов в компьютерных сетях. Просмотр каталогов, загрузка файлов с сервера и на сервер. Поиск документов. | Gopher, FTP, TFTP | |
| TCP/IP              | Прикладной уровень                       | Безопасная, защищенная передача файлов. | SFTP, FTPS | |
| TCP/IP              | Прикладной уровень                       | Редирект (redirect), перенаправление потоков трафика в режиме реального времени. Маршрутизация контента. | WCCP | |
| TCP/IP              | Прикладной уровень                       | Оконный интерфейс в распределенных сетевых приложениях. | X-Window (X11, X) | |
| TCP/IP              | Прикладной уровень                       | Обмен сообщениями в телеконференциях и группах новостей | NNTP | |
| TCP/IP              | Прикладной уровень                       | Другое | T38TCP, T38UDP, WMTP | |
| TCP/IP              | Routing                                  | Маршрутизация | BGP-4, EGP, EIGRP, HSRP, IGRP, NARP, NHRP, OSPF, TRIP | |
| TCP/IP              | Tunneling                                | Туннелирование | ATMP, L2F, L2TP, PPTP, GRE | |
| TCP/IP              | Security                                 | Безопасность, защита, криптография. | AH, ESP, TLS, SSL | |
| UMTS                | UMTS protocols                           | Эволюция сетевых стандартов GSM-технологии | AAL2, AAL5, AMR, BCC, BMC, BSSAP+, CAMEL, CC, FP, GCC, GMM, GSM, GTP, GTP', GCP, MAC, MAP, MM, MTP-3B, NbUP, NBAP, PCAP, PDCP, Q2630, RANAP, RLC, RLP, RNSAP, RRC, SCCP, SCTP, SM, SMS, SMS(TP), SNDCP,IuUP, SMSCB, BMC, MTP3B, RR, SS, SSCOP, SSCF-NNI | |
| UNIX                | Протоколы UNIX                           | Проверка подлинности клиента на удаленном компьютере. Доверяемые хосты/пользователи. Беспарольный доступ для доверяемых пользователей. | Rexec, Rlogin, Rprint, Rshell, Rwho | |
| V5                  | Протоколы Телефонии V5                   | Соединение Access Network (AN) к Local Exchange (LE). Доступ аналогового телефона. Доступ ISDN на базовой частоте. Доступ ISDN на основной частоте. Другой аналоговый и цифровой доступ для полупостоянных соединений без связанной многочастотной сигнальной информации. | LAPV5, LAPV5-EF, LAPV5-DL, V5, V5-BCC, V5-Control, V5-Link Control (V5-Link_Control), V5-Protection, V5-PSTN | |
| VoDSL               | Протоколы Voice over DSL                 | Протоколы используемые через связи LES ATM-AAL2. Декодирование сигнальных сообщений в VoDSL сетях. | ELCP, LAPV5DL (LAPV5-DL), LES-PSTN, (VoATM) | |
| VoIP                | Signaling                                | Передача речи через сеть Интернет или другим IP-сетям | H.323, Megaco/H.248, MGCP, S/MGCP, RVP over IP, SAPv2, SGCP, SIP, SCCP | |
| VoIP                | Media                                    | Передача данных реального времени, таких как видео, аудио, звук, симуляция через IP-сети. | DVB, H.261, H.263, RTCP, RTP | |
| VoIP                | H.323 Protocols Suite                    | Серия рекомендаций H.32x для передачи аудио, видеоконференций по сетям с коммутацией пакетов с негарантированной пропускной способностью. Коммуникации аудио, видео и данных через сети IP, включая Интернет.                                                             | H.225, H.225 Annex G, H225G, H.225E, H.235, H.323SET, H.245, H.450.1, H.450.2, H.450.3, H.450.4, H.450.5, H.450.6, H.450.7, H.450.8, H.450.9, H.450.10, H.450.11, H.450.12, RAS, T.38, T.125 (T125), Q.931, G.711, G.722, G.723, G.728, G.729, T.120, TPKT | |
| VoIP                | SIP Protocols                            | Установление сеанса. Многоцелевые расширения email (электронной почты). | MIME, SDP, SIP | |
| WAP                 | Протоколы WAP                            | Обеспечение Интернет-контента и расширенных услуг телефонии для цифровых мобильных телефонов, пейджеров и прочих беспроводных терминалов | WCMP, WDP, WSP, WTLS, WTP | |
| X.25                | Протоколы X.25                           | Рекомендации CCITT для интерфейса между DTE и DCE через публичную сеть передачи данных. | HDLC, IP Over HDLC, IPARSE over X.25 over LAPB, LAPB, MLP, SAM, SAM Over X.25 Over LAPB, X.25, X.75 | |
| XNS                 | Протоколы Xerox Network Systems          | Маршрутизация и поддержка упорядоченной передачи пакетов и передачи пакетов без установления соединения. | IDP, PEP, RIP, SPP, XNS (Intel), XNS_3Com (Intel) | |
| Группа протоколов   | Подгруппа                                | Тема. Решаемая задача | Список протоколов | |